# Mandar (lud)
Mandar – indonezyjska grupa etniczna zamieszkująca zachodnie wybrzeże wyspy Celebes. Ich liczebność wynosi 500 tys. osób.
Wyznają islam w odmianie sunnickiej. Posługują się własnym językiem mandarskim z wielkiej rodziny austronezyjskiej. W użyciu są także języki bugijski i indonezyjski.
Pod względem kultury są bliscy Bugisom, z którymi historycznie utrzymywali bliskie relacje. 
Tradycyjnie zajmują się rybołówstwem, rolnictwem ręcznym (ryż suchy, sago, palma kokosowa, kawa, tytoń, w rejonie nadbrzeżnym – nawadniana uprawa ryżu) oraz leśnictwem. Słyną z tradycji żeglarskich. W strukturze społecznej ludu Mandar zachowały się elementy relacji tradycyjnych.